# Заргеран
Заргеран (азерб. Zərgəran) — село в Исмаиллинском районе Азербайджана.

## География
Расположено к юго-востоку от районного центра Исмаиллы, между сёлами Тирджан и Баскал.

## Этимология
Слово «заргеран» с персидского означает «золотых дел мастер».

## История
До начала Карабахского конфликта село имело армянское население. После эскалации конфликта армяне покинули село. 
По состоянию на 1865 год в селе проживало 312 человек, имелось 82 двора и старинная армянская церковь. Согласно энциклопедии «Брокгауза и Ефрона» в селе проживало 1009 жителей (все армяне).  Близ села находятся целебные серные минеральные источники, в которых купалось местное население. Для удобства проведения водных процедур жителями деревни был сооружен каменный бассейн с навесом, где больные принимали ванны.

## Население
По материалам издания «Административное деление АССР», подготовленного в 1933 году Управлением народно-хозяйственным учётом АССР (АзНХУ), по состоянию на 1 января 1933 года Заргеран входил в состав Тирджанского сельсовета. В селе проживало 630 человек (187 хозяйств). Национальный состав всего сельсовета (Тирджан - 1119 человек, Мачахи - 656 человек, Заргеран) на  93,3 % состоял из тюрок (азербайджанцев).